# NGC 686
NGC 686 est une galaxie lenticulaire située dans la constellation du Fourneau. NGC 686 a été découverte par l'astronome germano-britannique William Herschel en 1785.

## Caractéristiques
Sa vitesse par rapport au fond diffus cosmologique est de 4 438 ± 20 km/s, ce qui correspond à une distance de Hubble de 65,5 ± 4,6 Mpc (∼214 millions d'al).
À ce jour, deux mesures non basées sur le décalage vers le rouge (redshift) donnent une distance de 52,250 ± 1,485 Mpc (∼170 millions d'al), ce qui est à l'extérieur des valeurs de la distance de Hubble. Notons que c'est avec la valeur moyenne des mesures indépendantes, lorsqu'elles existent, que la base de données NASA/IPAC calcule le diamètre d'une galaxie et qu'en conséquence le diamètre de NGC 686 pourrait être d'environ 49,7 kpc (∼162 000 al) si on utilisait la distance de Hubble pour le calculer.